# 1562
سنة 1562 كانت سنة بسيطة تبدأ يوم الخميس (الرابط يظهر نموذج التقويم الكامل للسنة) من التقويم اليولياني.

## أحداث
- تأسيس مدينة سان خوان، الأرجنتين وتقع حاليا في الأرجنتين.
- 4 أكتوبر: تأسيس مدينة أزوغويس وتقع حاليا في الإكوادور.

## مواليد
- الفندرسكي
- تشيزري ديستي
- فريدريش فيلهلم الأول، دوق ساكس فايمار
- كورنيليس فان هارلم رسام هولندي
- نيكولا شوفالييه سياسي فرنسي
- يوهان فيلهلم، دوق يوليش-كليفه-برغ

## وفيات
- محمد عرب زاده
- مصلح الدين السروري